# Valerie Gotay
Valerie Gotay-Lafon (ur. 5 listopada 1973) – amerykańska judoczka. Olimpijka z Pekinu 2008, gdzie zajęła piętnaste miejsce w wadze lekkiej.
Uczestniczka mistrzostw świata w 1991, 2005 i 2007. Startowała w Pucharze Świata w latach 1989, 1990, 1992, 2005–2008. Srebrna medalistka igrzysk panamerykańskich w 1991 i 2007. Zdobyła sześć medali na mistrzostwach panamerykańskich w latach 1988–2008.

## Letnie Igrzyska Olimpijskie 2008
| Konkurencja | Rundy eliminacyjne        | Rundy eliminacyjne       | Klas. końcowa |
| Konkurencja | 1/32                      | 1/16                     | Miejsce       |
| ----------- | ------------------------- | ------------------------ | ------------- |
| 57 kg       | Gulzat Uralbayeva (KAZ) Z | Isabel Fernández (ESP) P | 15.           |